# 対立形質
対立形質（たいりつけいしつ、英: allelomorph、allelic character）とは、古典的な遺伝学において「個体にみられる遺伝形質の中で、互いに相容れない」形質を指す。ある特徴について、二通りの表現型があるとき、ある個体がその一方を現すのであれば、決してもう一方とは見なされない、そのような2つの形質のこと。
そのような形質を持つもの同士を交配すれば、その子はどちらかの形質を持つものだけが出現する。一組の交配からはどちらか一方だけが産まれるか、両方の型が一定の分離比で産まれるかのどちらかの結果が得られる。
メンデルは遺伝法則を探求するために実験を組む際、このような形質に大きな注意を払い、その結果としてメンデルの法則を発見した。